# Веће вилајета Јужног Судана
Веће вилајета Јужног Судана (енгл. Council of States of South Sudan) је основано 2011. године на основу одредбе Устава Јужног Судана. Сасатвни је део Законодавне власти Јужног Судана, која се састоји још и од парламента. Веће је горњи дом власти.

## Састав
Веће вилајета Јужног Судана састоји се од:
- свих некадашњих чланова Већа Вилајета Судана који су пореклом из Јужног Судана
- двадесет представника које бира Председник Јужног Судана

## Овлашћења
Овлашћења Веће вилајета Јужног Судана су:
- доноси и спроводи законе које се тичу локалних самоуправа и саме државе
- доноси све прописе и законе на свим нивоима власти
- надгледа обнову и развој државе
- надгледа расељавање, изградњу и реинтеграцију привремено расељених лица током рата
- надгледа рад државних службеника и министара
- доноси законе везане за културу, мир и међусобну сарадњу
- доноси одлуку о променама назива државе, вилајета и градова, ако и њихових граница
- спроводи све остале функције прописане Уставом.